# Cha cha cha
Il cha cha cha è una danza latino-americana di origine cubana. Tra i ritmi di provenienza afro-cubana, è forse quello che ha goduto di maggiore popolarità. Il cha cha cha oggi ha anche una versione di ballo caraibica, meno nota e utilizzata.
 Il Cha cha cha fa parte, con samba, rumba, paso doble e jive del gruppo di danze latino-americane riconosciute ufficialmente dalla WDSF (World DanceSport Federation) e in Italia dalla FIDS che stabiliscono le regole di validità.

## Storia
Quando a Cuba gli spagnoli abolirono la schiavitù nel 1886, e in seguito con il protettorato americano, la naturale tendenza per la danza del popolo cubano mescolò le sue tradizioni con quelle degli schiavi liberati subendo anche l'influenza della musica spagnola.
Nell'isola di Haiti dal danzón, dal son e dalle prime forme di rumba nacque un nuovo ballo, il mambo, che fu poi portato a Cuba dagli schiavi affrancati. Dalla modifica del mambo derivò in seguito a Cuba, nel periodo fra le due guerre, un nuovo tipo di ballo che in seguito diverrà il cha cha cha. Nel 1948 il musicista Enrique Jorrìn cominciò a suonare una parte del danzòn con un nuovo ritmo sincopato (in 4/4). Si trattava di “Nunca”, un motivo messicano di grande successo che, modificato nella seconda parte secondo il nuovo stile di musica e canto, venne lanciato come “La engañadora”. Il ritmo era simile a un mambo lento e i ballerini cubani cominciarono a danzarlo con un triplo movimento dei fianchi; gradualmente questo ancheggiamento venne modificato in tre passi e nacque il cha cha cha. Il nuovo ballo si diffuse velocemente soprattutto come ballo di coppia a L'Avana nei saloni degli hotel e nei casinò gestiti da cittadini americani. Proprio in un club della capitale cubana, il Silver Star, il nuovo ballo prese il nome di Cha cha cha.   

Non è nota con precisione l'origine del nome, sembra che a dare il nome a questa danza sia stato un sonaglio, il cha-cha; ricavato dal baccello di alcune piante caraibiche, il cha-cha costituiva, nelle tipiche formazioni voodoo di Haiti, una sorta di metronomo, utilizzato dalla guida del gruppo per scandire il tempo delle danze e dei canti di contenuto religioso. Tuttavia altre fonti sostengono che cha-cha-cha sia un termine onomatopeico: evocherebbe il fruscio prodotto dal movimento delle scarpe delle ballerine sul terreno durante i passi.
Esistono 4 differenti ipotesi sul significato letterale dell'espressione "Cha Cha Cha":
- Attributo onomatopeico strettamente legato al ritmo della danza, scandito dal tempo delle percussioni.
- Riproduzione del suono prodotto dalle scarpe durante la danza, in particolar modo nel triplo passo.
- "Cha cha" è il nome di un sonaglio cubano, propriamente adoperato durante la danza.
- Riproduzione del suono emesso dallo sbattere dei piedi sulla battigia.

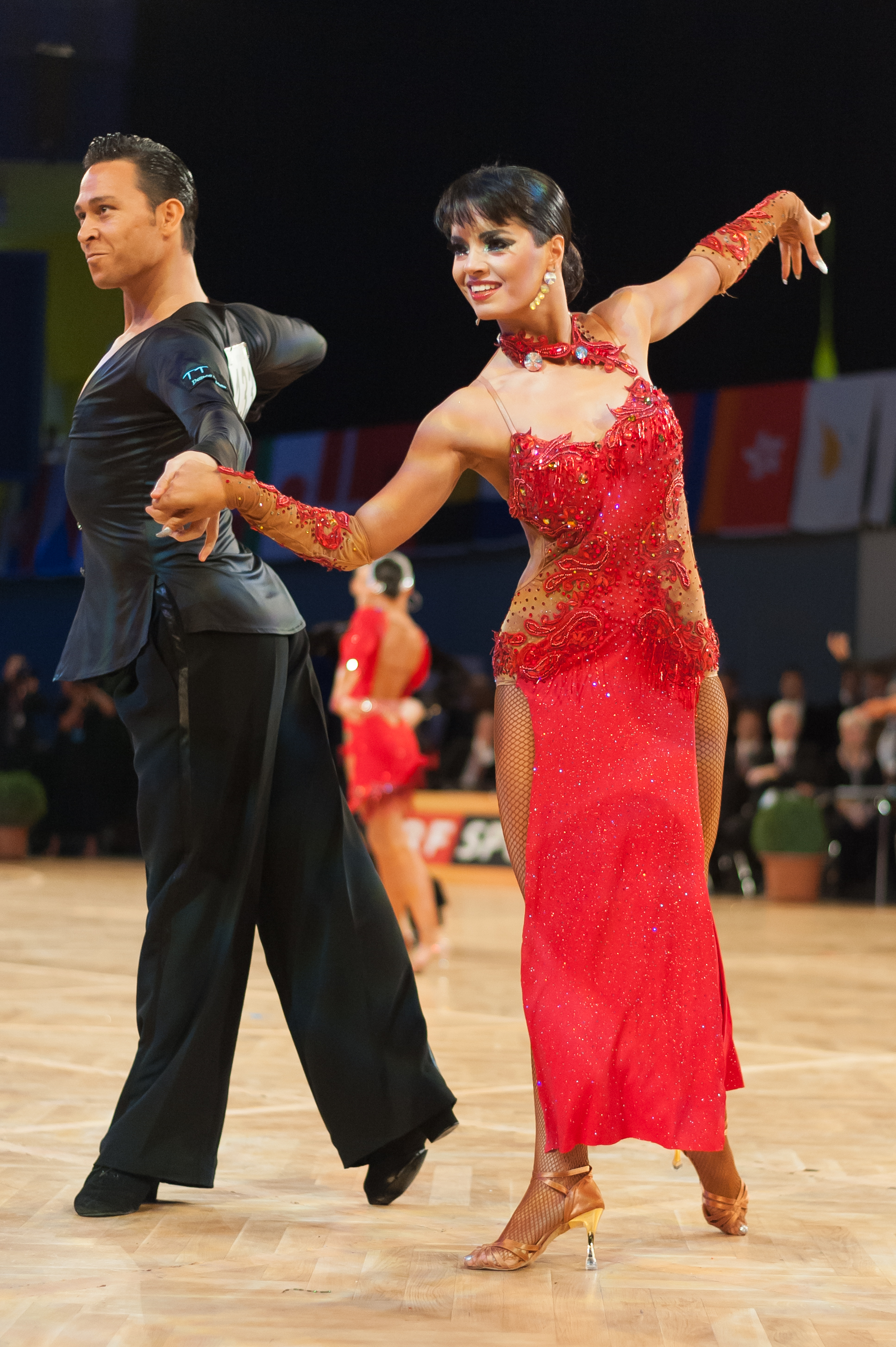
Posizione New Yorker del Cha cha cha

## Descrizione
Il "Cha Cha Cha" è una danza relativamente semplice da apprendere, i passi di base non sono più complicati di quelli di altre danze; l'unica vera difficoltà è di trovarsi col piede sbagliato, problema spesso causato da un cambio di ritmo e non da un vero errore di movimento. Il ritmo che viene contato durante l'esecuzione dei passi è: "due-tre-cha cha cha", non si parte quindi dall'inizio della battuta, ma dal secondo battito.
Passi base:
- tempo 2: il ballerino con il suo piede sinistro trasferisce il peso del corpo in avanti, tenendo il piede destro fermo; la ballerina ha una posizione speculare rispetto al partner e trasferisce il peso indietro.
- tempo 3: il ballerino trasferisce il peso del corpo verso il dietro tenendo fermi entrambi i piedi (la ballerina trasferisce il peso in avanti).
- tempo 4 e 1 (o cha cha cha) il ballerino esegue uno chassé verso la propria sinistra (la ballerina fa lo chassé verso la propria destra).
- tutti e due i danzatori tornano a piedi uniti, il ballerino chiudendo col piede destro, la ballerina con il sinistro.
- si ricomincia invertendo il ruolo tra la ballerina e il ballerino.

Il cha cha cha è composto da tre passi: sinistro, destro e cha cha cha.
Il tempo quattro è diviso in due mezzi tempi (piede sx e poi dx), al tempo 1 si chiude il cha cha cha di nuovo sul piede sx.
Se è avanti o laterale sx, il cha cha si inizia col piede sx e poi dx (tempo 4), e di nuovo sx (tempo 1). Viceversa, se si muove indietro o laterale sx, il cha cha inizia al contrario con piede dx, sx e poi dx (tempo 1).
Il cha cha cha è ballato sul posto, ad eccezione del giro dx e sx, dove è eseguito durante il giro, quindi in linea curva.
Nel giro sx, si esegue il cha cha cha per mezzo giro (sx avanti, perno sul dx ruota a 45°, sx avanti), l'altro mezzo giro è dx avanti, sx gira sul posto e dx chiude avanti (come nella vuelta sinistra in salsa), e secondo cha cha cha sul posto.

Al passo base seguono solitamente diverse altre figure per realizzare una sequenza di base, quali New Yorker, Spot Turn, Mano nella Mano, Alemana.
Uno dei più celebri, e più ballati, cha cha cha è Sway, versione inglese di Quién será di Pablo Beltrán Ruiz, portato al successo da Dean Martin e ripreso nel 2003 da Michael Bublé.
 Tra i cha cha cha italiani più noti possiamo ricordare Torero di Renato Carosone e Cha cha cha della segretaria di Michelino & il suo complesso, versione italiana di Las secretarias di Pepe Luis.